# Edmund Schorisch
Edmund Schorisch (eigentlich Wilhelm Bruno Edmund Schorisch; * 12. Januar 1897 in Dresden; † 23. November 1987 in Zwickau) war ein deutscher Bildhauer.

## Leben
Schorisch stammte aus dem Königreich Sachsen und war der Sohn des Dekorationsmalergehilfen Heinrich Hermann Bruno Schorisch und dessen Ehefrau Amalie geb. Ronge. Er wuchs in Breslau auf und  absolvierte von 1914 bis 1916 eine Lehre als Modelleur. Er wurde Mitglied der Dresdner Freien Bildhauerinnung und begann 1915 ein Studium an der Dresdner Abendakademie. Von 1916 bis 1918 nahm er als Soldat am Ersten Weltkrieg teil. Danach ließ er sich in Zwickau nieder, da er beim dortigen Bildhauer Kurt Kunze als Gehilfe angestellt wurde. Er arbeitete dort in Stein und Holz. Am 30. August 1923 heiratete er Marie Klimpel (eigentlich Emma Lina Marie Klimpel, * 17. November 1900 in Zwickau; † 25. Oktober 1987 in Zwickau). Als Kunze in Konkurs ging, übernahm Schorisch 1933 dessen Bildhauerwerkstatt in der Elsasser Straße 4 in Zwickau, der heutigen Friedrich-Engels-Straße (Lage). und arbeitete fortan als selbstständiger und freischaffender Bildhauer. Er nahm vor allem Aufträge aus verschiedenen Orten der Umgebung, insbesondere des Erzgebirges, an. Seinen Stil passte er dem jeweiligen Zeitgeschmack an.
Schorisch nahm als Soldat der Wehrmacht am Zweiten Weltkrieg teil.
Ab 1945 arbeitete er in Zwickau wieder als freischaffender Bildhauer. Er war Mitglied des Verbands Bildender Künstler der DDR und wurde mit dem Kunstpreis des Rates des Bezirks Karl-Marx-Stadt geehrt. Er hatte Einzelausstellungen in Karl-Marx-Stadt und Zwickau und nahm 1984/1985 in Karl-Marx-Stadt an der Ausstellung „Retrospektive 1945 – 1984. Bildende Kunst im Bezirk Karl-Marx-Stadt“ teil.

## Werke (Auswahl)
- 1935: Büste von Robert Schumann aus Bronze im Robert-Schumann-Haus in Zwickau[3]
- 1935: Beiderseits des Balkons am Verwaltungsgebäude Zwickau, Parkstraße 4, Sgraffito
- 1938: Plastik „Sängerknabe“ in Pölbitz (zugeschrieben)
- um 1960: Monumentalrelief (drei sowjetische Soldaten mit deutscher Familie und zwei Kindern) auf dem Leninplatz in Werdau, heute Sowjetisches Ehrenmal auf dem Gedächtnisplatz
- Bergmanns-Denkmal „Alter und junger Bergmann“ in Zwickau
- Soldatenfigur und zwei Gedenktafeln am Rathaus in Schwarzenberg/Erzgeb.
- VVN-Denkmal im Schwanenteichpark in Zwickau[4]
- Steinbock-Plastik ebenfalls im Schwanenteichpark Zwickau[4]
- 1945: Wiederherstellung Schwanenbrunnen im Schwanenteichpark Zwickau[4]

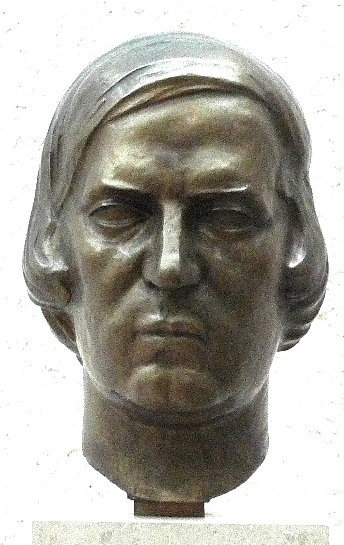
Robert-Schumann-Büste (1935)
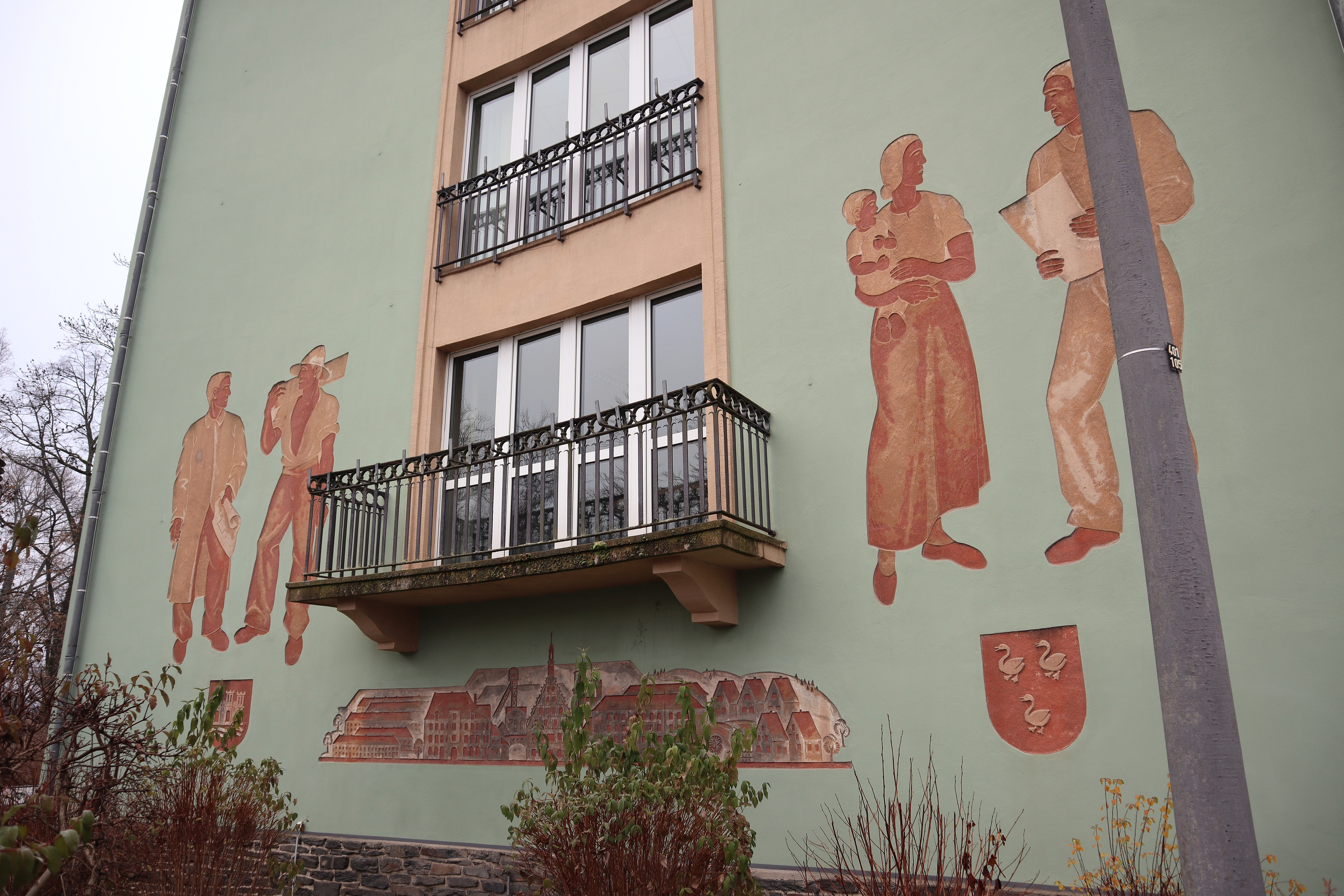
Sgraffito: Architekt, Bauarbeiter, Familie mit Kind. Darunter symbolhafte Darstellung der Stadt Zwickau (Altstadt, Steinkohlenbergbau, Wohnungsbau mit Mietshäusern und Einfamilienhäusern) am Sitz der Städtischen Gebäudewirtschaft
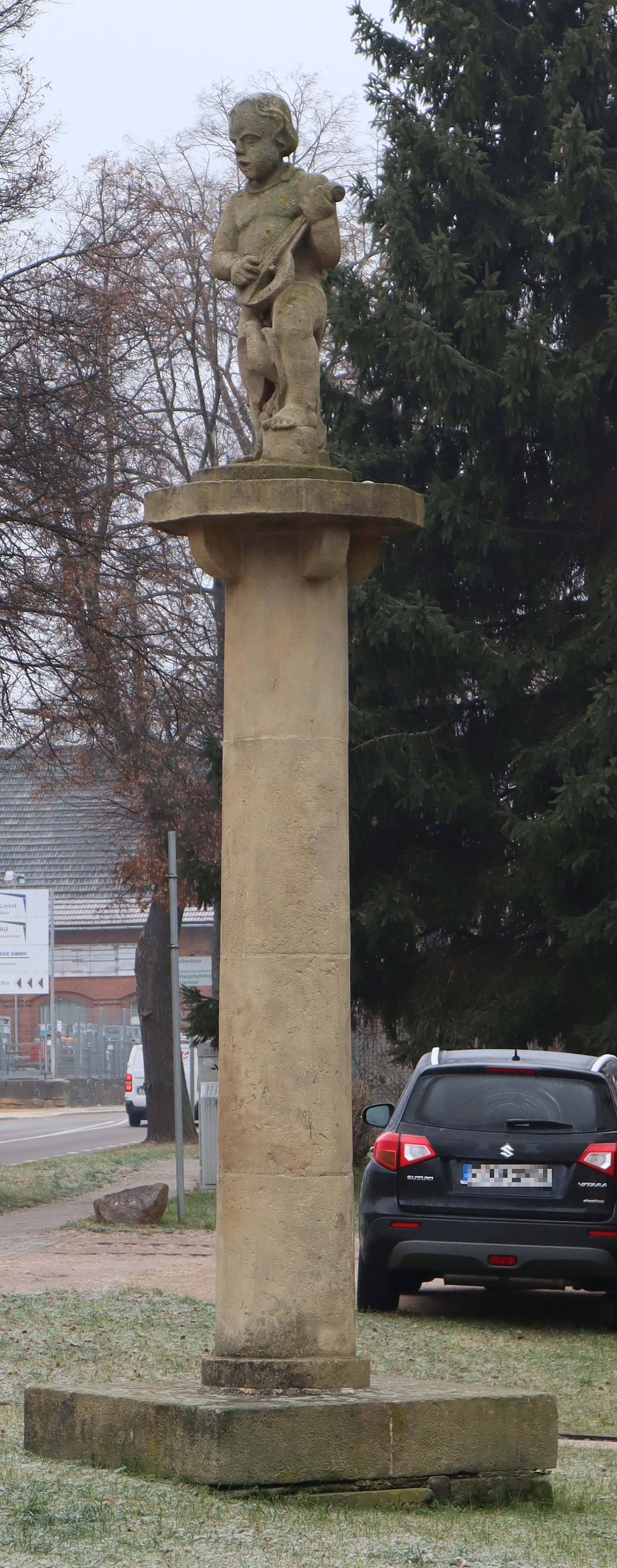
Sängerknabe (1938)
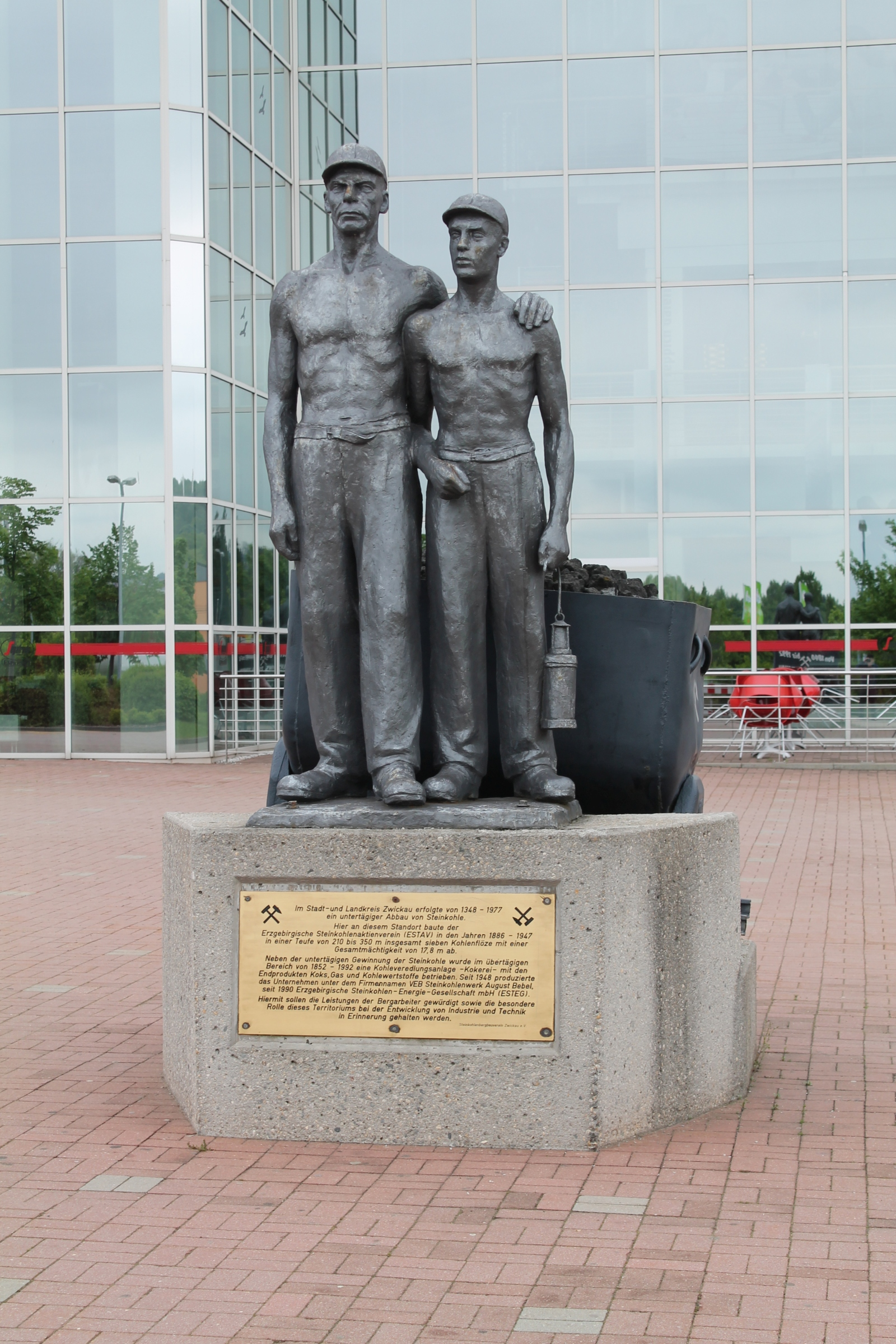
Alter und junger Bergmann (um 1953)